# Doris Hart
Doris Hart (20. juni 1925 - 28. maj 2015) var en amerikansk tennisspiller, der fra slutningen af 1940'erne til midten af 1950'erne var en af de allerbedste spillere i verden. Således vandt hun i perioden 1947-55 seks grand slam-titler i damesingle, fjorten i damedouble og femten i mixed double. Hun var den første spiller, der opnåede at vinde alle tre titler i samtlige fire grand slam-turneringer (Wimbledon Championships, French Open, Australian Open og US Open), hvilket kun to spillere siden har gentaget (Margaret Court og Martina Navratilova). Blandt de mange store præstationer var hendes sejre i alle tre rækker i Wimbledon i 1951, i de franske mesterskaber i 1952 samt i de amerikanske mesterskaber i 1954. Hun var rangeret som verdens bedste kvindelige spiller i 1951.
Hart afsluttede sin aktive karriere efter de amerikanske mesterskaber i 1955 for at blive tennistræner. Hun blev optaget i International Tennis Hall of Fame i 1969.